# Eryx (Sicilië)
Eryx (of Erycus mons) (Grieks: Ἔρυξ, Éryx; Punisch: 𐤀𐤓𐤊, ʾrk) was een oude stad op een berg in het westen van Sicilië op de plaats van het huidige Erice, waar in de oudheid een beroemde tempel voor de Romeinse godin Venus (of de Griekse Aphrodite) stond. Het was een stad van Magna Graecia.